# Isidoro de Mileto

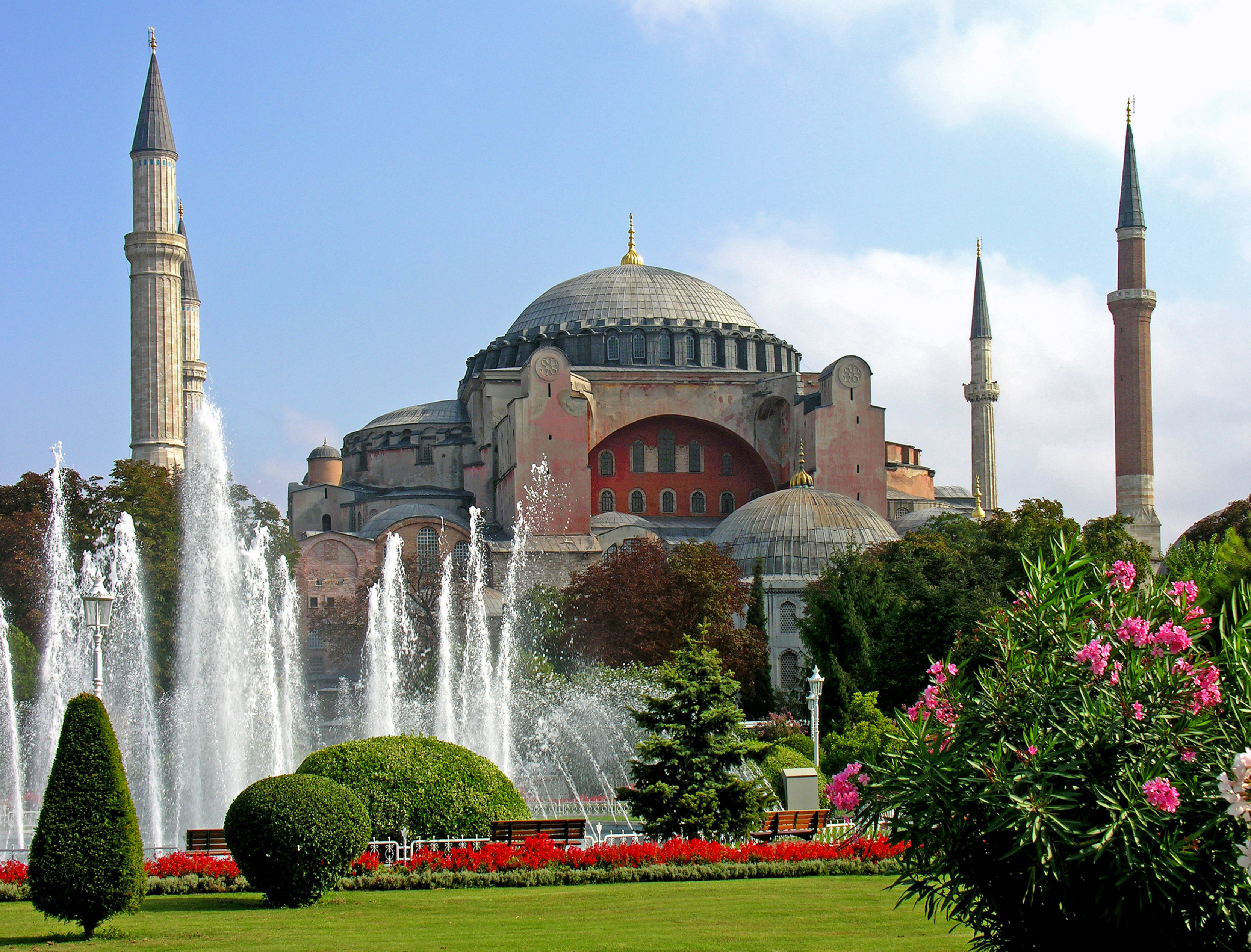
Santa Sofía de Constantinopla, la obra maestra de Isidoro de Mileto.

Isidoro de Mileto fue un arquitecto griego bizantino, célebre por ser el autor, junto a Antemio de Trales, de la basílica de Santa Sofía de Constantinopla (Estambul) en el Imperio Romano de Oriente durante el reinado de Justiniano. 

## Biografía
Probablemente nació en la ciudad de Mileto, ubicada en la región de Jonia (actual Turquía) , la que fuera sede de una escuela filosófica y literaria que dio nombres tan brillantes como Anaxímenes, Arctino, Ebulides y el célebre Tales, auténtico centro neurálgico de la cultura helenística del siglo sexto.
Trabajó al servicio de Justiniano, quien encargó a Antemio de Tralles la construcción de la "nueva iglesia de la Santa Sabiduría" (Hagia Sophia), comenzada en 532. A pesar de ser su única obra, Santa Sofía es uno de los edificios más importantes del mundo, con una cúpula de treinta metros de diámetro. Antemio escogió como colaborador directo a Isidoro para concebir el proyecto, dar forma definitiva al edificio y comenzar su construcción.
Con el mismo nombre de Isidoro de Mileto se conoce al sobrino del anterior, quien se encargó de la reconstrucción del edificio después del terremoto ocurrido en la zona en el 557.
Por otra parte existe una edición de los Elementos de Euclides, una recopilación de escritos de Arquímedes y un comentario del Tratado de las bóvedas que están firmados por Isidoro de Mileto, aunque no se sabe a ciencia cierta si fueron escritas por el tío o el sobrino.